# كوج سيكي
كوجِ سيكي (باليابانية: 関 浩二) (26 يونيو 1972 في طوكيو في اليابان – )؛ هو لاعب كرة قدم ياباني سابق كان يلعب كمهاجم.

## وصلات خارجية
- كوج سيكي على موقع رابطة كرة القدم اليابانية للمحترفين (اليابانية)
- كوج سيكي على موقع Soccerway.com (الإنجليزية)
- كوج سيكي على موقع عالم كرة القدم.نت (الإنجليزية)